# Мар-біті-аххе-іддін
Мар-біті-аххе-іддін, аккад.  md   Mār-bῑti-áḫḫē-idinna , шум.  md  DUMU-E-PAP-AŠ  букв. «Мар-біті (вавилонський бог зі святилищем в Борсіппі) дав мені братів»  — цар Вавилонії, правив приблизно в 942-920 до н. е..
З VIII Вавилонської династії. Син Набу-мукін-аплі. Змінив на троні свого брата. Нінурта-кудурріу-уцур II. Не відомо скільки років він правив, так як його роки правління в Царському списку не збереглися. Умовно приймається, що його царювання тривало до 920 до н. е..

## Життєпис
Він вперше відзначений як свідок на право власності в написі на кудурру , спільно з підписами своїх братів Нінурта-кудуррі-уцуром II, і Рімут-ілі, храмового адміністратора. У Еклектичній Хроніці  можна прочитати: «N-й рік Мар-біті-аххе-іддіна», але подальша розповідь — який це був рік і що ж в ньому відбулося, не збереглося.  Записи Синхронічної історії  представляють його, так само як і його батька і старшого брата сучасниками ассирійського царя Тіглатпаласара II, що цілком узгоджується із сучасною хронологією того часу.
Правління Мар-біті-аххе-іддіна можливо закінчилося значно раніше, ніж у 920 до н. е., але потрібно враховувати, що наступний цар Шамаш-мудаммік десь в районі 905 до н. е. вів війну з ассирійським царем Адад-нірарі II, який вступив на престол близько 912 до н. е., і що між Мар-біті-аххе-іддіна і Шамаш-мудамміком не відомий жодний проміжний правитель. 